# Berry Berenson
Pour les articles homonymes, voir Berenson.
 (avril 2020).
Si vous disposez d'ouvrages ou d'articles de référence ou si vous connaissez des sites web de qualité traitant du thème abordé ici, merci de compléter l'article en donnant les références utiles à sa vérifiabilité et en les liant à la section « Notes et références ».
Berinthia Berenson, née le 14 avril 1948 à New York (États-Unis) et morte le 11 septembre 2001 à Lower Manhattan dans cette même ville, est une photographe et actrice américaine. Se trouvant à bord du vol 11 American Airlines, elle meurt lors des attentats du 11 septembre 2001.

## Origines
Berinthia "Berry" Berenson Perkins est la plus jeune des deux filles de Robert L. Berenson, diplomate américain puis président des compagnies maritimes d'Aristote Onassis, d'origine lituanienne, dont le nom original était Valvrojenski. Sa mère est née Maria Luisa Yvonne Radha de Wendt de Kerlor, dite « Gogo Schiaparelli » avec des ancêtres italiens, suisses, français et égyptiens. Sa grand-mère maternelle est la couturière Elsa Schiaparelli, et son grand-père le comte Wilhelm de Wendt de Kerlor, théosophe et médium. Elle est l'arrière-petite-nièce de Giovanni Schiaparelli, un astronome italien, et de l'expert d'art Bernard Berenson (1865-1959), dont la sœur Senda Berenson (1868-1954) fut une athlète et l'une des deux premières femmes inscrites au « Basketball Hall of Fame ». Elle est la sœur de Marisa Berenson (actrice dans Mort à Venise, Cabaret, Barry Lyndon). 

### Carrière
Après une brève carrière de mannequin au début des années 60, elle se lance en tant que photographe indépendant sous l'impulsion de Diana Vreeland, la rédactrice en chef du Vogue américain. Elle photographie pour les plus grands magazines de mode du monde comme Vogue ou Harper's Bazaar mais collabore également à des magazine d'actualité comme Newsweek. Très proche de grands couturiers comme Yves Saint Laurent, elle photographie également le tout-Hollywood : Tuesday Weld, Ray Brock, Pilar Crespi, Candice Bergen. Sa dernière publication est un ouvrage sur le couturier Halston.
Elle a également joué au cinéma dans La Féline, avec Malcolm McDowell en 1982. Elle joue avec Anthony Perkins en 1978 dans Tu ne m'oublieras pas d'Alan Rudolph et aussi en 1979 dans le film Qui a tué le président ? (un drame politico-financier avec au casting Jeff Bridges, John Huston, Anthony Perkins et Elizabeth Taylor). Dans les années 1980, elle apparaît également dans la série Scruples.

### Vie privée
En 1973, elle épouse l'acteur Anthony Perkins, notoirement homosexuel, à Cape Cod, Massachusetts. Elle est enceinte de trois mois lors du mariage, ce qui choque sa mère, la marquise Gogo Berenson di Cacciapuoti, qui dit de Berry qu'elle était une dégénérée[réf. souhaitée]. Ils restent ensemble jusqu'à la mort de Perkins en 1992 des suites du sida. Ils ont deux enfants, l'acteur et musicien Oz Perkins (né le 2 février 1974) et le chanteur et producteur de folk/rock Elvis Perkins (né le 9 février 1976).

### Décès
Le 11 septembre 2001, après des vacances dans sa maison de Cape Cod (Massachusetts), Berry Berenson se rend au concert de son fils cadet Elvis Perkins à New York à bord du vol 11 Boston-LA de la compagnie American Airlines. Son avion est le premier à s'écraser sur la tour Nord du World Trade Center à New York. Elle meurt à 53 ans.